# Кобулеті
Кобулеті (груз. і мегр. ქობულეთი) — місто (з 1944) в Аджарії, Грузія на березі Чорного моря, за 21 км на північ від Батумі, в зоні субтропічного клімату. Центр Кобулетського муніципалітету. Населення — 16 546 осіб (2014). Залізнична станція.
У радянські часи вважався одним з найкращих курортів Чорноморського узбережжя. Станом на початок XXI століття кількість відпочивальників сильно зменшилася.[джерело?]

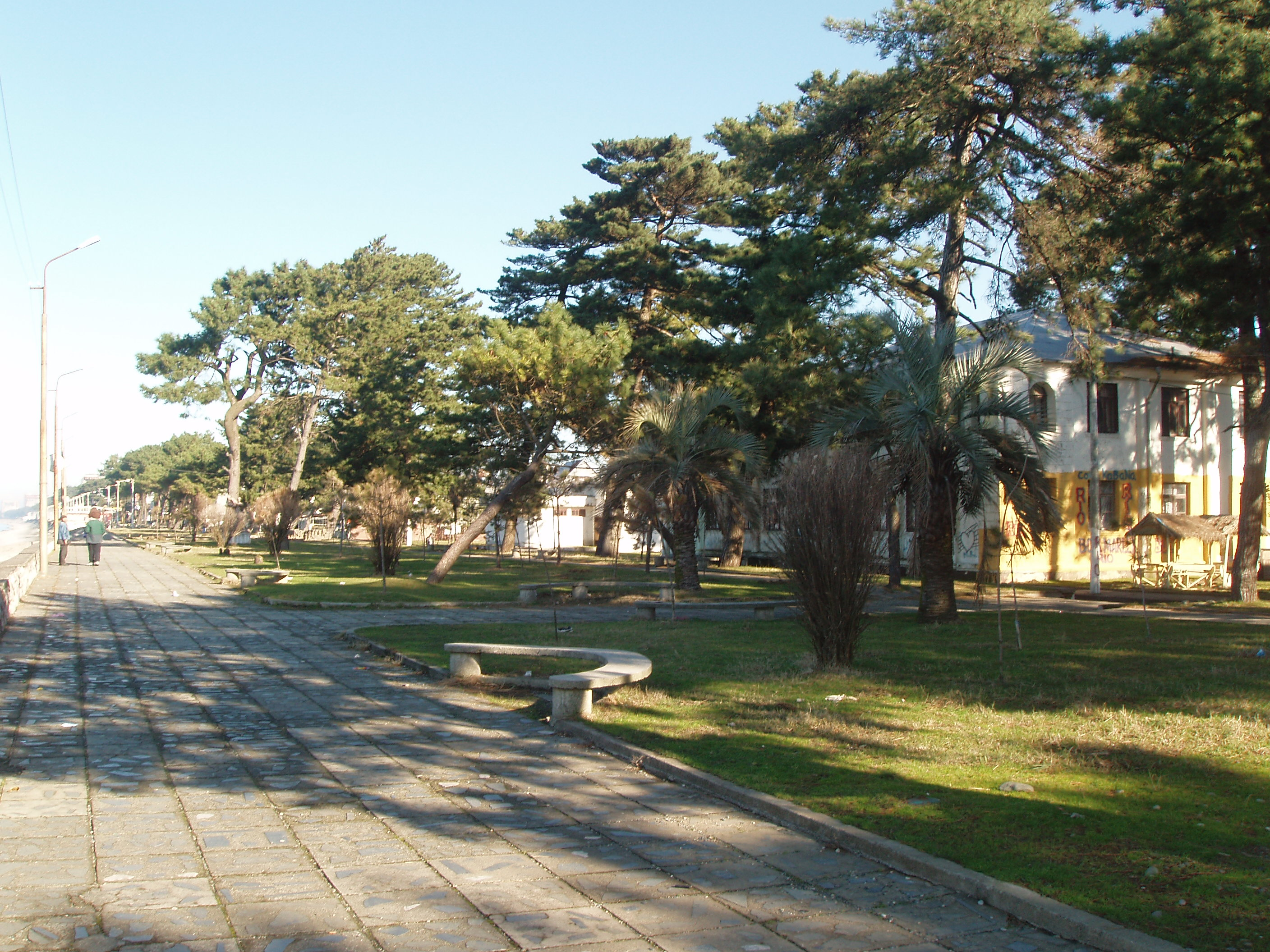
Набережна в Кобулеті (січень)

## Вільна туристична зона
26 жовтня 2010 року Парламент Грузії в третьому, заключному читанні прийняв законопроєкт «Про вільну туристичну зону Кобулеті». Закон частково звільнює від податків тих інвесторів, які будуть вкладати кошти у будівництво готелів у Кобулеті на 11,4 гектарах. Згідно із законом, інвестори, що вклали мінімум 1 млн ларі у будівництво готелю, протягом наступних 15 років будуть звільнені від податків на прибуток і на майно.

## Визначні земляки
- Ніно Катамадзе[3] — грузинська джазова співачка і композитор.
- Джано Ананідзе — грузинський футболіст, гравець збірної Грузії.
- Родопуло Олександр Костянтинович — радянський біохімік.